# Zubák
Zubák (em húngaro: Trencsénfogas) é um município da Eslováquia, situado no distrito de Púchov, na região de Trenčín. Tem 25,67 km² de área e sua população em 2018 foi estimada em 827 habitantes.

## Demografia
| Ano:        | 1994 | 2004   | 2014   | 2024   |
| ----------- | ---- | ------ | ------ | ------ |
| Broj ljudi: | 917  | 916    | 860    | 830    |
| Razlika:    |      | -0,10% | -6,11% | -3,48% |

| Ano:               | 2023 | 2024   |
| ------------------ | ---- | ------ |
| Número de pessoas: | 838  | 830    |
| Diferença:         |      | -0,95% |